# Круги кровообращения человека

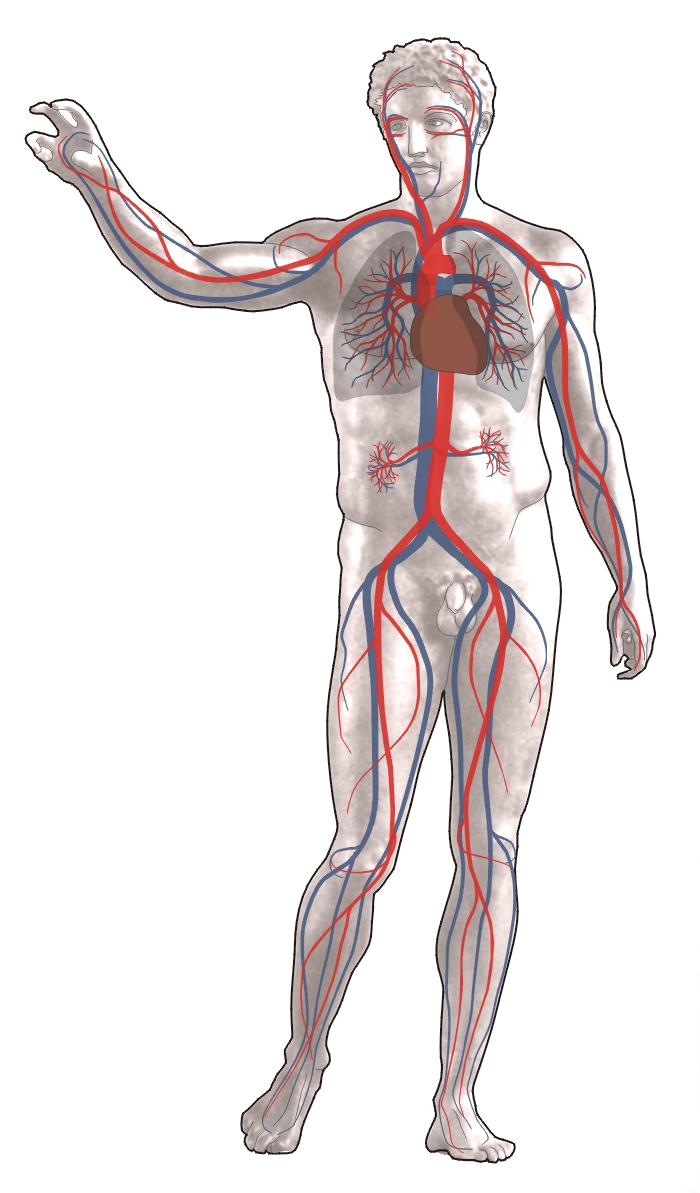
Схема кровообращения человека

Кровообраще́ние челове́ка — замкнутый сосудистый путь, обеспечивающий непрерывный ток крови, несущий клеткам кислород и питание, уносящий углекислый газ и продукты метаболизма. Состоит из двух последовательно соединённых кругов (петель), начинающихся желудочками сердца и впадающих в предсердия:
- большой круг кровообращения начинается в левом желудочке и оканчивается в правом предсердии;
- ма́лый круг кровообращения начинается в правом желудочке и оканчивается в левом предсердии.

## Большой (системный) круг кровообращения

Начало и конец большого круга кровообращения (показаны красными и синими стрелками). Синим обозначена венозная кровь, красным — артериальная

### Структура
Начинается из левого желудочка, выбрасывающего во время систолы кровь в аорту. От аорты отходят многочисленные артерии, в результате кровоток распределяется согласно сегментарному строению по сосудистым сетям, обеспечивая подачу кислорода и питательных веществ всем органам и тканям. Дальнейшее деление артерий происходит на артериолы и капилляры. Общая площадь поверхности всех капилляров в организме человека примерно 1500 м2. Через тонкие стенки капилляров артериальная кровь отдаёт клеткам тела питательные вещества и кислород, а забирает от них углекислый газ и продукты метаболизма, попадает в венулы, становясь венозной. Венулы собираются в вены. К правому предсердию подходят две полые вены: верхняя и нижняя, которыми заканчивается большой круг кровообращения. Время прохождения крови по большому кругу кровообращения составляет 23—27 секунд.

### Особенности кровотока
- Венозный отток от непарных органов брюшной полости осуществляется не напрямую в нижнюю полую вену, а через воротную вену (сформированную верхней, нижней брыжеечными и селезёночной венами). Воротная вена, войдя в ворота печени (отсюда и название) вместе с печёночной артерией, делится в печёночных балках на капиллярную сеть, где кровь очищается и только после этого по печёночным венам поступает в нижнюю полую вену.
- Гипофиз также обладает воротной или «чудесной сетью»: передняя доля гипофиза (аденогипофиз) получает питание из верхней гипофизарной артерии, которая распадается на первичную капиллярную сеть, контактирующую с аксовазальными синапсами нейросекреторных нейронов медиобазального гипоталамуса, вырабатывающих рилизинг-гормоны. Капилляры первичной капиллярной сети и аксовазальные синапсы образуют первый нейрогемальный орган гипофиза. Капилляры собираются в портальные вены, которые идут в переднюю долю гипофиза и там повторно разветвляются, образуя вторичную капиллярную сеть, по которой рилизинг-гормоны достигают аденоцитов. В эту же сеть секретируются тропные гормоны аденогипофиза, после чего капилляры сливаются в передние гипофизарные вены, несущие кровь с гормонами аденогипофиза к органам-мишеням. Поскольку капилляры аденогипофиза лежат между двумя венами (портальной и гипофизарной), они относятся к «чудесной» капиллярной сети. Задняя доля гипофиза (нейрогипофиз) получает питание из нижней гипофизарной артерии, на капиллярах которой образуются аксовазальные синапсы нейросекреторных нейронов — второй нейрогемальный орган гипофиза. Капилляры собираются в задние гипофизарные вены. Таким образом, задняя доля гипофиза (нейрогипофиз), в отличие от передней (аденогипофиз), не производит собственных гормонов, а депонирует и секретирует в кровь гормоны, вырабатывающиеся в ядрах гипоталамуса.
- В почках также существуют две капиллярные сети — артерии разделяются на приносящие артериолы капсулы Шумлянского-Боумена, каждая из которых распадается на капилляры и собирается в выносящую артериолу. Выносящая артериола доходит до извитого канальца нефрона и повторно распадается на капиллярную сеть.
- Лёгкие также имеют двойную капиллярную сеть — одна принадлежит большому кругу кровообращения и питает лёгкие кислородом и энергией, забирая продукты метаболизма, а другая — малому кругу и служит для оксигенации (вытеснения из венозной крови углекислого газа и насыщения её кислородом).
- Сердце также имеет собственную сосудистую сеть: по венечным (коронарным) артериям в диастолу кровь попадает в сердечную мышцу, проводящую систему сердца и так далее, а в систолу через капиллярную сеть выдавливается в коронарные вены, впадающие в коронарный синус, открывающийся в правое предсердие.

### Функции
Кровоснабжение всех органов организма человека, в том числе лёгких.

## Малый (лёгочный) круг кровообращения

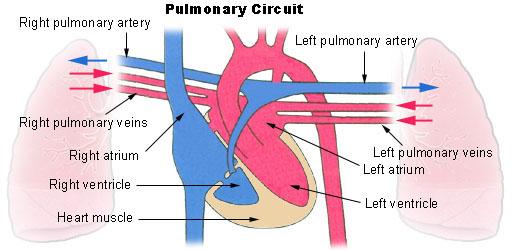
Движение крови по малому кругу кровообращения. Направление тока крови указано стрелками

### Структура
Начинается в правом желудочке, выбрасывающем венозную кровь в лёгочный ствол. Лёгочный ствол делится на правую и левую лёгочные артерии. Лёгочные артерии ветвятся на долевые, сегментарные и субсегментарные артерии. Субсегментарные артерии делятся на артериолы, распадающиеся на капилляры. Отток крови идет по венам, которые собираются в обратном порядке и в количестве четырёх штук впадают в левое предсердие, где заканчивается малый круг кровообращения. Кругооборот крови в малом круге кровообращения происходит за 4—5 секунд.
Первым открыл малый круг кровообращения в XII веке арабский врач Ибн-аль-Нафиз из Дамаска, вторым был Мигель Сервет (1511—1553) — юрист, астроном, метролог, географ, врач и теолог.

### Функции
Основная задача малого круга — газообмен в лёгочных альвеолах и теплоотдача.

## «Дополнительные» круги кровообращения
В зависимости от физиологического состояния организма, а также практической целесообразности иногда выделяют дополнительные круги кровообращения:
- плацентарный
- сердечный
- виллизиев

### Плацентарный круг кровообращения

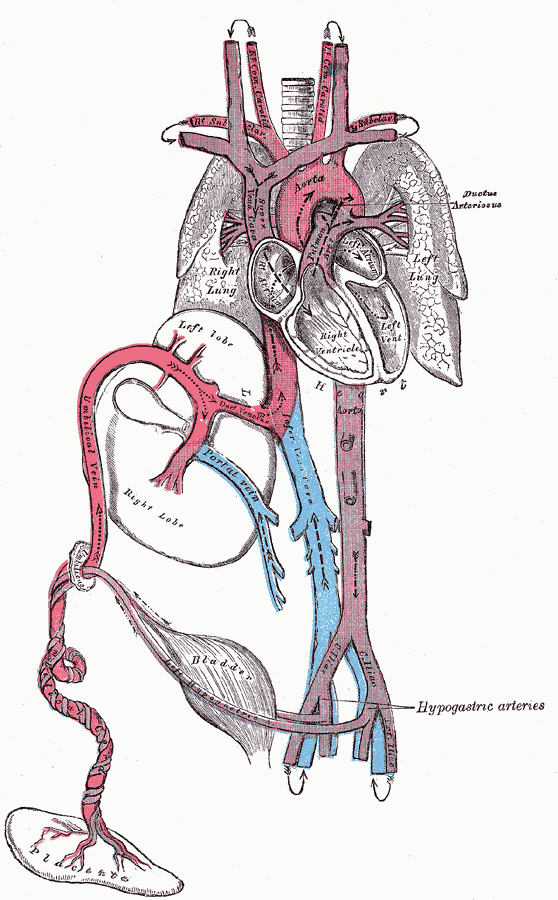
Кровообращение плода

Существует у плода, находящегося в матке.
Кровь матери поступает в плаценту, где отдаёт кислород и питательные вещества капиллярам пупочной вены плода, проходящей вместе с двумя артериями в пупочном канатике. Пупочная вена даёт две ветви: бо́льшая часть крови поступает через венозный проток напрямую в нижнюю полую вену, смешиваясь с неоксигенированной кровью от нижней части тела. Меньшая часть крови поступает в левую ветвь воротной вены, проходит через печень и печёночные вены и затем также поступает в нижнюю полую вену.
После рождения пупочная вена запустевает и превращается в круглую связку печени (ligamentum teres hepatis). Венозный проток тоже превращается в рубцовый тяж. У недоношенных детей венозный проток может функционировать в течение некоторого времени (обычно рубцуется через некоторое время. Если нет — существует опасность развития печёночной энцефалопатии). При портальной гипертензии пупочная вена и аранциев проток могут реканализироваться и служить путями обходного кровотока (порто-кавальные шунты).
По нижней полой вене течёт смешанная (артериально-венозная) кровь, насыщение которой кислородом составляет около 60 %; по верхней полой вене течёт венозная кровь. Почти вся кровь из правого предсердия через овальное отверстие поступает в левое предсердие и, далее, левый желудочек. Из левого желудочка кровь выбрасывается в большой круг кровообращения.
Меньшая часть крови поступает из правого предсердия в правый желудочек и лёгочный ствол. Так как лёгкие находятся в спавшемся состоянии, давление в лёгочных артериях больше, чем в аорте, и практически вся кровь проходит через артериальный (Боталлов) проток в аорту. Артериальный проток впадает в аорту после отхождения от неё артерий головы и верхних конечностей, что обеспечивает их более обогащённой кровью. В лёгкие поступает очень малая часть крови, которая в дальнейшем поступает в левое предсердие.
Часть крови (около 60 %) из большого круга кровообращения по двум пупочным артериям плода поступает в плаценту; остальная часть — к органам нижней части тела.
При нормально функционирующей плаценте кровь матери и плода никогда не смешивается — этим объясняется возможное различие групп крови и резус-фактора матери и плода(ов). Однако определение группы крови и резус-фактора новорождённого ребёнка по пуповинной крови часто ошибочно. В процессе родов плацента испытывает «перегрузки»: потуги и прохождение плаценты по родовому каналу способствуют продавливанию материнской крови в пуповину (особенно, если роды проходили «необычно» или отмечалась патология беременности). Для безошибочного определения группы крови и резус-фактора новорождённого следует брать кровь не из пуповины, а у ребёнка.

### Кровоснабжение сердца или венечный круг кровообращения
Представляет собой часть большого круга кровообращения, но в связи с важностью сердца и его кровоснабжения иногда можно встретить упоминание об этом круге в литературе.
Артериальная кровь поступает к сердцу по правой и левой коронарным артериям, берущим начало у аорты выше её полулунных клапанов. Левая коронарная артерия разделяется на две или три, реже четыре артерии, из которых наиболее клинически значимыми являются передняя нисходящая (ПМЖВ) и огибающая ветви (ОВ). Передняя нисходящая ветвь является непосредственным продолжением левой коронарной артерии и спускается к верхушке сердца. Огибающая ветвь отходит от левой коронарной артерии в её начале приблизительно под прямым углом, огибает сердце спереди назад, иногда достигая по задней стенке межжелудочковой борозды. Артерии заходят в мышечную стенку, ветвясь до капилляров. Отток венозной крови происходит преимущественно в 3 вены сердца: большую, среднюю и малую. Сливаясь, они образуют венечный синус, открывающийся в правое предсердие. Остальная кровь оттекает по передним сердечным венам и тебезиевым венам.
Миокард характеризуется повышенным потреблением кислорода. Около 1 % минутного объёма крови поступает в коронарные сосуды.
Поскольку коронарные сосуды начинаются непосредственно от аорты, они заполняются кровью в диастолу сердца. В систолу коронарные сосуды пережаты. Капилляры кровеносных сосудов конечные и не имеют анастомозов. Поэтому при закупорке тромбом прекапиллярного сосуда возникает инфаркт (обескровливание) значительного участка сердечной мышцы.

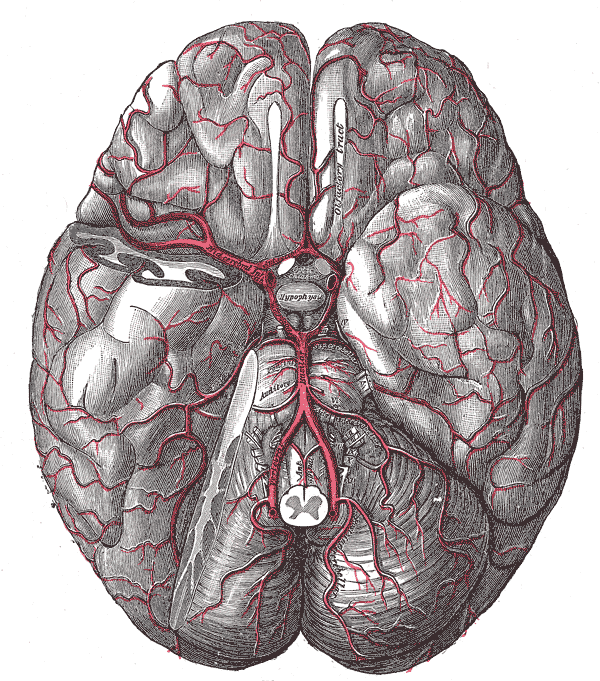
Виллизиев круг

### Кольцо Виллизия или Виллизиев круг
Виллизиев круг — артериальное кольцо, образованное артериями бассейна позвоночных и внутренних сонных артерий, расположенное в основании головного мозга, способствует компенсации недостаточности кровоснабжения. В норме виллизиев круг замкнут. В формировании Виллизиева круга участвуют передняя соединительная артерия, начальный сегмент передней мозговой артерии (A-1), супраклиноидная часть внутренней сонной артерии, задняя соединительная артерия, начальный сегмент задней мозговой артерии (P-1).